# فوتبال تکاملی حرفه‌ای ۲۰۱۹
فوتبال تکاملی حرفه‌ای ۲۰۱۹ (به انگلیسی: Pro Evolution Soccer 2019) (اختصاری PES 2019) یک بازی ویدئویی در سبک ورزشی است که توسط شرکت کونامی برای کنسول‌های پلی‌استیشن ۴، اکس‌باکس وان، مایکروسافت ویندوز، اندروید، آی او اس در اوت ۲۰۱۸ منتشر شد. این بازی هجدهمین قسمت در مجموعه بازی‌های فوتبال تکاملی حرفه‌ای به‌شمار می‌رود. در این نسخه تیم‌های بارسلونا و لیورپول و آرسنال و اینتر میلان و آث میلان و موناکو فول لایسنس هستند.
روی کاور نسخه معمولی بازی عکس فیلیپه کوتینیو هافبک هجومی سابق بارسلونا وجود دارد و روی کاور نسخه افسانه ای بازی عکس دیوید بکام وجود دارد.
در این نسخه از بازی بعد از ۱۰ سال همکاری یوفا با کونامی به پایان رسیده و لایسنس لیگ قهرمانان اروپا، لیگ اروپا و سوپر جام اروپا دیگر در بازی وجود ندارد.
این بازی در ۲۸ اوت در آمریکا و ۳۰ اوت در اروپا منتشر شد و لیگ‌های آرژانتین، سوییس، اسکاتلند، پرتغال و روسیه به صورت لایسنس شده در بازی حضور دارند و جزئیاتی مانند جام بین‌المللی قهرمانان که قبل از شروع فصل شروع می‌شود در بازی وجود دارد و سیستم مذاکره و مدیریت بودجه بهبود داده شده‌است.
در این نسخه از بازی بخش مستر لیگ پیشرفت زیادی کرده‌است و بخش مصاحبه ویدئویی با بازیکن و مربی مستر لیگ هم اضافه شده‌است.
از آنجایی که قرارداد کونامی با یوفا تمام شده‌است
جام‌های اروپایی و تورنومنت‌ها به بازی فیفا ۱۹
ساخت شرکت ای‌ای اسپورتس انتقال داده شده‌است.
این نسخه آخرین نسخه بازی است که با نام سابق این مجموعه یعنی فوتبال تکاملی حرفه‌ای (Pro Evolution Soccer) منتشر شد.

## لیگ‌های لایسنس
1. لیگ برتر فوتبال بلژیک
2. سوپر لیگ فوتبال دانمارک
3. لیگ ۱ فرانسه
4. لیگ ۲ فرانسه
5. لیگ برتر فوتبال هلند
6. لیگ برتر فوتبال پرتغال
7. لیگ برتر فوتبال روسیه
8. پرمیرشیپ اسکاتلند
9. سوپر لیگ فوتبال سوئیس
10. سوپر لیگ فوتبال ترکیه
11. لیگ برتر فوتبال آرژانتین
12. مسابقه قهرمانی سری آ برزیل
13. لیگ برتر فوتبال شیلی
14. لیگ سری آ کلمبیا
15. لیگ برتر فوتبال تایلند
16. سوپر لیگ فوتبال چین[۱]

## ۲۰ بازیکن برتر بازی
1. لیونل مسی (۹۴)
2. کریستیانو رونالدو (۹۴)
3. نیمار (۹۳)
4. لوکا مودریچ (۹۱)
5. داوید د خیا (۹۱)
6. محمد صلاح (۹۰)
7. ادن هازارد (۹۰)
8. کوین دی بروینه (۹۰)
9. لوییس سوارز (۹۰)
10. آنتوان گریزمن (۹۰)
11. تونی کروس (۹۰)
12. رابرت لواندوفسکی (۹۰)
13. هری کین (۸۹)
14. پل پوگبا (۸۹)
15. سرخیو راموس (۸۹)
16. ادینسون کاوانی (۸۹)
17. متس هوملس (۸۹)
18. پیر امریک اوبامیانگ (۸۸)
19. سرخیو آگوئرو (۸۸)
20. جرارد پیکه(۸۸)

## ۵ دروازه‌بان برتر بازی
1. داوید د خیا (۹۱)
2. یان اوبلاک (۸۹)
3. مانوئل نویر (۸۸)
4. مارک-آندره تر اشتگن (۸۸)
5. تیبو کورتوا (۸۷)

در تغییرات قدرت دروازه‌بان رشد چشم گیر داوید د خیا و مارک-آندره تر اشتگن که به قدرت هردو (۳)امتیاز نسبت بهPES2018 اضافه شد
و از قدرت مانوئل نویر (۳)امتیاز کسر شد که دلیل آن را می‌توان مصدومیت فصل ۲۰۱۷–۲۰۱۸ مانوئل نویر دانست

## ۵ مدافع برتر بازی
1. سرخیو راموس (۹۱)
2. متس هوملس (۸۹)
3. مارسلو (۸۸)
4. جرارد پیکه (۸۸)
5. ویرجیل فن دایک (۸۷)

## ۵ هافبک برتر بازی
1. لوکا مودریچ (۹۱)
2. کوین دی بروینه (۹۰)
3. تونی کروس (۹۰)
4. پل پوگبا (۸۹)
5. داوید سیلوا (۸۸)

## ۵ مهاجم برتر بازی
1. لیونل مسی (۹۴)

1. کریستیانو رونالدو (۹۴)
2. کریم بنزما (۹۳)
3. نیمار (۹۳)
4. محمد صلاح (۹۰)